# Bombardeig de Tòquio
El bombardeig de Tòquio (東京 大 空襲, Tōkyōdaikūshū) van ser una sèrie d'atacs aeris amb bombes incendiàries que van perpetrar les Forces Aèries de l'Exèrcit dels Estats Units durant les campanyes del Pacífic de la Segona Guerra Mundial. El resultat d'aquests bombardejos van ser 41 km² del centre de Tòquio arrasats, uns 100.000 civils morts i més d'un milió de persones van quedar sense llar.
Els Estats Units van llançar per primera vegada sobre Tòquio un atac aeri a petita escala per via marítima (el "Doolittle Raid") l'abril de 1942. Tanmateix, el bombardeig estratègic i el bombardeig de zones urbanes va començar el 1944 després que el bombarder B-29 Superfortress de llarg abast entrés en servei, primer desplegat des de la Xina i després des de les Illes Mariannes. Les incursions dels B-29 des d'aquestes illes van començar el 17 de novembre de 1944 i van durar fins al 15 d'agost de 1945, el dia de la rendició japonesa.
Més del 50% de la indústria de Tòquio es trobava en barris residencials i comercials; en aquest sentit les bombes incendiàries van reduir a la meitat la capacitat productiva de la ciutat. Alguns analistes de la postguerra han qualificat la incursió com un crim de guerra a causa de la destinació d'infraestructures civils i de la pèrdua massiva de vides civils. A tall d'exemple, l'Operació Meetinghouse, que es va dur a terme la nit del 9 al 10 de març de 1945, s'ha considerat el bombardeig més destructiu de la història de la humanitat.

## Incursió de Doolittle
La primera incursió sobre Tòquio va ser l'atac de Doolittle del 18 d'abril de 1942, quan setze B-25 Mitchells, llançats des de l'USS Hornet, van atacar objectius com Yokohama i Tòquio i després van volar cap als aeròdroms de la Xina. L'atac va ser una represàlia contra l'atac japonès a Pearl Harbor. La incursió va causar poc dany a la capacitat de guerra del Japó, però va suposar una important victòria propagandística per als Estats Units.
Llançat a un abast més llarg del previst, quan es va trobar amb un vaixell de reconeixement japonès, tots els avions atacants es van estavellar o no van arribar als aeroports designats per aterrar. Un avió va aterrar a la Unió Soviètica, on la tripulació va ser internada i, després, va passar de contraban la frontera cap a l'Iran l'11 de maig de 1943. Dues tripulacions van ser capturades pels japonesos a la Xina ocupada. Tres tripulants d'aquests grups van ser executats posteriorment.

## Incursions del B-29
La clau per entendre el desenvolupament del bombardeig del Japó va ser el l'entrada en servei del bombarder estratègic B-29 Superfortress, que tenia un abast operatiu de 3.250 milles nàutiques (6.020 km) i era capaç d'atacar des d'altituds superiors als 9.100 m (30.000 peus), cosa que el feia molt difícil d'atacar per les defenses enemigues. Gairebé el 90% de les bombes llançades a les illes japoneses ho van ser des d'aquest tipus de bombarders. Una cop les forces terrestres aliades van haver ocupat illes prou properes al Japó, s'hi van construir aeròdroms (especialment a Saipan i Tinian) des d'on els B-29 podien arribar fins al Japó.

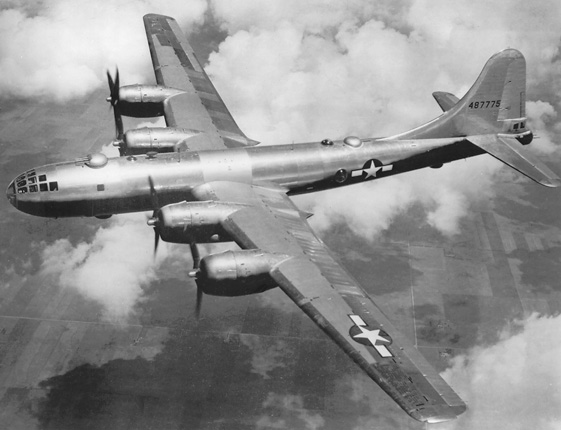
Un bombarder B-29 Superfortress.

Les incursions inicials les va dur a terme la Vintena Força Aèria que operava des de la Xina continental en el marc de l'operació Matterhorn sota les ordres del XX Comandament de Bombarders. Tanmateix aquestes incursions no van poder arribar a Tòquio. Les operacions de les Illes Mariannes del Nord van començar el novembre de 1944 després que s'hi activés el XXI Comandament de Bombarders.
Els atacs de bombardeig a gran altitud amb bombes d'ús general van ser considerats com a ineficaços pels líders de la USAAF a causa dels forts vents (que després es van descobrir que eren el corrent de reacció) que menaven les bombes fora de l'objectiu.
Entre maig i setembre de 1943, es van dur a terme assaigs de bombardeig contra l'objectiu d'entrenament Village japonès, una simulació de les construccions japoneses situada al Dugway Proving Grounds. Aquests assaigs van demostrar l'eficàcia de les bombes incendiàries contra edificis de fusta i paper i van donar lloc a que el general Curtis LeMay ordenés als bombarders canviar de tàctica per utilitzar aquestes municions contra el Japó.
La primera incursió d'aquest tipus va ser contra Kobe el 4 de febrer de 1945. Tòquio va ser colpejada per primer cop per les incendiàries el 25 de febrer de 1945 quan 174 B-29 van fer una incursió a gran altitud durant les hores del dia i van destruir prop de 2,6 km² d'una ciutat coberta per la neu. Aquí van utilitzar 453,7 tones de bombes incendiàries i algunes bombes de fragmentació. Després d'aquesta incursió, LeMay va ordenar que els bombarders B-29 tornessin a atacar, però a una altitud relativament baixa de 1.500 a 2.700 m (5.000 a 9.000 peus) i de nit, per fer més inefecaces les defenses d'artilleria antiaèria japoneses. LeMay va ordenar carregar els bombarders de totes les armes defensives possibles, però la pistola de cua va ser retirada perquè l'avió fos més lleuger i fes servir menys combustible.

### Operació Meetinghouse

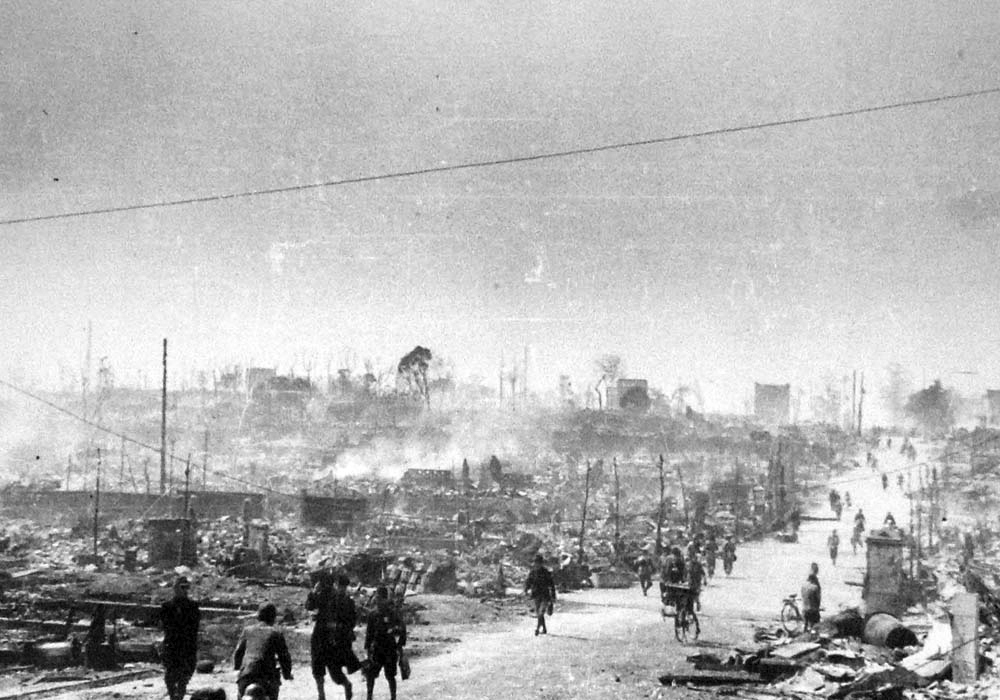
Un carrer de Tòquio destruït el 10 de març de 1945.

Va ser el bombardeig més devastador. La nit del 9 al 10 de març de 1945, 334 B-29 van enlairar-se per atacar i 279 d'ells van llançar 1.665 tones de bombes sobre Tòquio. Les bombes eren principalment la bomba de dispersió E-46 de 230 quilos les quals llençaven 38 bombes incendiàries M-69 que portaven napalm a una altitud de 610–760 m (2.000-2.500 peus). Les M-69 perforaven el material prim dels sostres o queien a terra; en qualsevol dels dos casos s'encenien de 3 a 5 segons després, dispersant dolls de napalm en flames. També es va llançar un nombre menor d'incendiàries M-47: la M-47 era una bomba de gasolina gelada i fòsfor blanc de 45 kg que s'encenia amb l'impacte.
En les dues primeres hores de la incursió, 226 avions atacants van descarregar les seves bombes per desbordar les defenses contra incendis de la ciutat. Els primers B-29 que van arribar van llançar bombes seguint un gran patró en X centrat al districte obrer densament poblat de Tòquio a prop dels molls, als districtes de Koto i Chūō; els avions posteriors simplement van haver d'apuntar a prop d'aquesta X flambejant.
Els focs individuals causats per les bombes es van unir per crear un incendi general, que hauria estat classificada com a tempesta de foc si no fos pels vents dominants amb ràfegues d'entre 27 i 45 km/h. Es van destruir aproximadament 4.090 hectàrees de la ciutat i es calcula que van morir unes 100.000 persones. Un total de 282 dels 339 B-29 llançats en l'operació Meetinghouse van arribar al seu objectiu; d'aquests 282, 27 en van perdre perquè van ser abatuts per les defenses antiaèries japoneses, per fallades mecàniques o per haver estat atrapats per corrents ascendents causades pels incendis.

### Resultats
Els danys a la indústria pesant de Tòquio van ser lleus fins que les bombes van destruir gran part de la indústria lleugera que es feia servir com a font integral de peces de màquines petites i processos que requereixen molt de temps. Les explosions incendiàries també va matar o deixar sense llar molts treballadors que havien participat en la indústria bèl·lica. Més del 50% de la indústria de Tòquio es repartia entre barris residencials i comercials; les bombes incendiàries van reduir a la meitat la producció de la ciutat. La destrucció i els danys van ser especialment greus a les zones orientals de la ciutat.
La gira de l'emperador Hirohito per les zones destruïdes de Tòquio el març de 1945 va ser el començament de la seva participació personal en el procés de pau, que va culminar amb la rendició del Japó sis mesos després.

## Estimació de baixes
L'Enquesta sobre bombardejos estratègics dels Estats Units va estimar més tard que gairebé 88.000 persones van morir en aquestes incursions, 41.000 van resultar ferides i més d'un milió de residents van perdre les seves cases. El departament de bombers de Tòquio van fer una estimació més elevada: 97.000 morts i 125.000 ferits. El Departament de Policia Metropolitana de Tòquio va establir una xifra de 83.793 morts i 40.918 ferits i 286.358 edificis i cases destruïts. L'historiador Richard Rhodes va calcular més de 100.000 persones mortes, un milió de ferits i també un milió de persones sense llar.

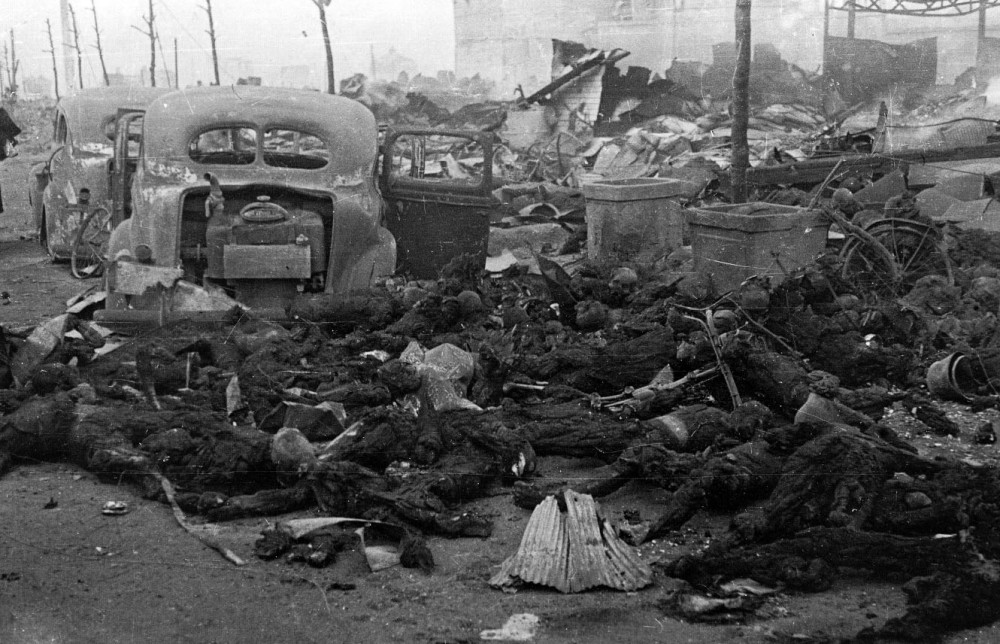
Restes carbonitzades de civils japonesos després de l'Operació Meetinghouse.

Tot i així, aquestes xifres de baixes i danys podrien quedar-se curtes. L'acadèmic nord-americà Mark Selden va escriure a Japan Focus:
La xifra aproximada de 100.000 morts, proporcionada per les autoritats japoneses i nord-americanes, els quals podien haver tingut motius per a minimitzar el nombre de baixes, sembla que pot quedar-se curta si tenim en compte la densitat de població, les condicions del vent i els relats dels supervivents. Amb una mitjana de 103.000 habitants per milla quadrada (396 persones per hectàrea) i nivells màxims de fins a 135.000 per milla quadrada (521 persones per hectàrea), la densitat més alta de totes les ciutats industrials del món, i amb mesures de lluita contra incendis ridículament inadequades per a la tasca, 41 km² (15,8 milles quadrades) de Tòquio va ser destruïts una nit que els vents forts van atiar les flames i els murs de foc van bloquejar a desenes de milers que fugien per salvar la seva vida. Es calcula que 1,5 milions de persones vivien a les zones cremades.
En el seu llibre del 1968, reeditat el 1990, l'historiador Gabriel Kolko citava una xifra de 125.000 morts. Elise K. Tipton, professora d'estudis japonesos, va arribar a una forquilla aproximada d'entre 75.000 a 200.000 morts. Donald L. Miller, citant Knox Burger, va afirmar que hi havia "almenys 100.000" morts japoneses i "aproximadament un milió" de ferits.
El bombardeig incendiari sobre Tòquio de l'Operació Meetinghouse la nit del 9 de març de 1945 va ser l'atac aeri més mortal de la Segona Guerra Mundial, més que no pas el bombardeig de Dresden o Hamburg, o fins i tot que els bombardejos atòmics d'Hiroshima i Nagasaki (individualment).

## Recuperació
Després de la guerra, Tòquio va lluitar per reconstruir-se. El 1945 i el 1946, la ciutat va rebre una part del pressupost nacional de reconstrucció aproximadament proporcional a la quantitat de danys provocats pel bombardeig (26,6%), però en anys successius Tòquio va veure disminuir la seva participació econòmica. El 1949 a Tòquio només se li donava el 10,9% del pressupost; al mateix temps, hi havia una inflació galopant que devaluava els diners. Autoritats de l'ocupació, com Joseph Dodge, van intervenir i van reduir dràsticament els programes de reconstrucció del govern japonès, centrant-se en la millora de les carreteres i el transport. Tòquio no va experimentar un ràpid creixement econòmic fins als anys cinquanta.